# Musée de Zoologie comparée
Le musée de Zoologie comparée (en anglais : Museum of Comparative Zoology, ou de son nom complet le « musée Louis Agassiz de Zoologie comparée », en anglais : Louis Agassiz Museum of Comparative Zoology) a été fondé en 1859 au sein de l'université Harvard grâce aux efforts de Louis Agassiz (1807-1873) qui hérite de ses collections. Le Musée se consacre à la fois sur la conservation et l'enrichissement des collections présente, mais aussi sur des travaux de recherches, notamment dans le domaine de l'évolution, situation un peu paradoxale compte tenu du fait que son créateur a été l'un des derniers grands zoologistes créationnistes.

## Les collections

### L'entomologie
Il s'agit de la plus importante collection d'Amérique du Nord et compte plus sept millions de spécimens et types de près de 33 000 espèces. Elle est représentative de la faune mondiale et est plus spécialisée sur les principaux ordres de Coléoptère (48 % du total), d'Hyménoptère (33 %), de Lépidoptère (7 %) et de Diptère (6 %).

### L'herpétologie
Fondé en 1859, le département d'herpétologie héberge 325 000 spécimens dont 3 000 types. Outre ses spécimens conservés dans de l'alcool, la collection contient aussi 7 000 squelettes, 20 000 montages histologiques.

### L'ichtyologie
Les poissons sont étudiés à Harvard depuis sa création notamment grâce à William Dandridge Peck (1763–1822), le premier professeur d'histoire naturelle à Harvard, qui avait étudié la faune de Nouvelle-Angleterre. Sa collection est encore conservée au Musée. Aujourd'hui, la collection ichtyologique est l'une des meilleures du monde.

### Lesinvertébrés
Ce département est l'une des plus vastes et des plus anciennes collections de métazoaires et de protozoaires du monde. Elle abrite près d'un million de spécimens dont près de 10 000 types.

### Les invertébrésfossiles
Louis Agassiz, qui avait fait paraître une monographie sur les poissons fossiles, a grandement contribué à initier une vaste collection d'invertébrés fossiles. Son fils, Alexander Emanuel Agassiz (1835-1910), qui lui succède, va poursuivre l'œuvre de son père et enrichir encore les collections, souvent grâce à son propre argent. Aujourd'hui, celles-ci comptent plus d'un million de spécimens et plus de 10 000 types.

### Lamalacologie
Le Musée abrite la plus vaste collection de mollusques privée du monde. Elle compte quelque 5 000 types parmi les 300 000 spécimens catalogués, autant ne le sont pas encore. La bibliothèque compte plus de 20 000 documents.

### Lamammalogie
Le Musée compte l'une des vastes collections du monde ; sa richesse, tant du point de vue historique, que géographique ou taxinomique, est exceptionnelle. 85 000 spécimens y sont conservés dont 342 holotypes. Les plus anciens spécimens datent de 1836.
La collection de primates de Madagascar, d'Afrique et d'Amérique du Sud est particulièrement importante. L'action du département de zoologie se continue dans le but de conserver le maximum de spécimens mais aussi d'accumuler le maximum d'échantillons de tissu et de données (sur les mœurs et les exigences écologiques par exemple).

## La bibliothèque
Elle est fondée par Louis Agassiz en 1861 qui lui donne sa propre bibliothèque et par le rachat du paléontologue belge Laurent-Guillaume de Koninck (1809-1887). À la fin de 1861, la bibliothèque dispose de 6 000 volumes.
Aujourd'hui, elle abrite 274 000 volumes de monographie et de périodique, ainsi qu'une grande collection d'illustrations naturalistes. La bibliothèque a été rebaptisés Ernst Mayr Library en 2005, après la mort de ce grand zoologiste, Ernst Mayr (1904-2005), directeur du Musée de 1961 à 1970.